# Carinodes parredes
Carinodes parredes är en stekelart som först beskrevs av Cresson 1868.  Carinodes parredes ingår i släktet Carinodes och familjen brokparasitsteklar. Inga underarter finns listade.